# کشتی هواگرد آبنشین

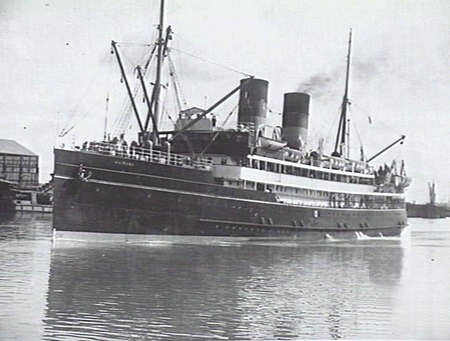
کشتی هواگرد آب‌نشین در جنگ جهانی اول

کشتی هواگرد آب‌نشین (نام علمی: Seaplane tender) قایق یا کشتی است که از عملیات هواگرد آب‌نشین پشتیبانی می‌کند. برخی از این کشتی‌ها نه تنها قادر هستند هواگردهای آب‌نشین را حمل کنند، بلکه تمام امکانات مورد نیاز آنها را نیز فراهم می‌کردند. این کشتی‌ها توسط برخی به عنوان اولین ناو هواپیمابر در نظر گرفته می‌شوند که پیش از جنگ جهانی اول مورد استفاده قرار می‌گرفتند.